# Hristo Lukov
Hristo Nikolov Lukov (in bulgaro Христо Николов Луков?; Varna, 6 gennaio 1887 – Sofia, 13 febbraio 1943) è stato un generale bulgaro.
Luogotenente-generale e ministro della guerra, guidò l'Unione delle Legioni Nazionali Bulgare (UBNL), un'organizzazione in gran parte favorevole all'ideologia fascista e, in generale, all'estrema destra. Fu assassinato nel 1943 da due membri del movimento di resistenza bulgaro, Violeta Yakova e Ivan Burudzhiev, due partigiani comunisti.

## Carriera militare e politica

### Prima guerra mondiale
Hristo Nikolov Lukov è stato promosso durante la prima guerra mondiale al grado di maggiore e comandante di un battaglione di artiglieria. All'estero si pensa erroneamente che fosse il comandante della 13ª divisione di fanteria durante la prima guerra mondiale. In realtà si trattava del generale maggiore Hristo Tsonev Lukov, originario di Gabrovo.

### Periodo interbellico
Durante il Periodo interbellico Hristo Nikolov Lukov divenne il comandante della Scuola di artiglieria dell'esercito, della Sezione di addestramento dell'Ispezione dell'artiglieria dello Stato maggiore e della 2ª e 3ª divisione di fanteria. Tra il 1935 e il 1938 Lukov prestò servizio come ministro della guerra, posizione in cui creò stretti legami con alti funzionari nazisti.

### Seconda guerra mondiale

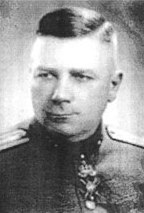
Hristov Lukov all'inizio della sua carriera militare ca. 1930

Durante la Seconda Guerra Mondiale era la persona chiave per il supporto delle Potenze dell'Asse, particolarmente Germania Nazista. Questo era maggiormente dato dalle sue vicine relazioni con il Terzo Reich e le sue attività come capo del UBNL. Lukov era considerato uno dei più promettenti propagatori dell'idea del Antisemitismo in Bulgaria.

## Morte
Lukov era assassinato da dei Partigiani Comunisti il 13 Febbraio 1943 in Sofia. Secondo il libro "In the name of the people" in italiano "Nel nome delle persone", gli fu tesa un'imboscata da due Ebrei della resistenza di fronte al suo appartamento a Sofia. Anche se colpito da un proiettile, ha colpito uno dei partigiani, Ivan Burudzhiev, ma la seconda, Violeta Yakova, ha sparato due proiettili uccidendolo.

## 'Marcia Lukov'
Dal 2003 al 2019, l'Unione nazionale bulgara di estrema destra ha ospitato una "Marcia Lukov" annuale per commemorare gli "eroi caduti della Bulgaria" con una marcia con le fiaccole, che si è svolta a febbraio a Sofia. Ha causato persistentemente controversie ed è stato oggetto di molteplici divieti giudiziari. Infine, nel 2020, la Corte amministrativa suprema ha confermato un divieto da parte del comune di Sofia in modo che la fiaccolata serale fosse annullata, sebbene meno di 200 sostenitori dell'ideologia di Lukov si fossero ancora riuniti per deporre delle ghirlande nella casa in cui Lukov era stato ucciso. Qualche centinaio di persone si sono radunate per una contro-protesta nel centro di Sofia all'inizio della giornata, promuovendo "Niente nazisti nelle strade".